# Accordatore d'antenna
Un accordatore d'antenna (in inglese antenna tuner o ATU - Antenna Tuning Unit) è un dispositivo che ha la funzione di adattare fra loro l'impedenza di un'antenna e quella di uscita di un trasmettitore o di ingresso di un ricevitore ad una determinata frequenza.

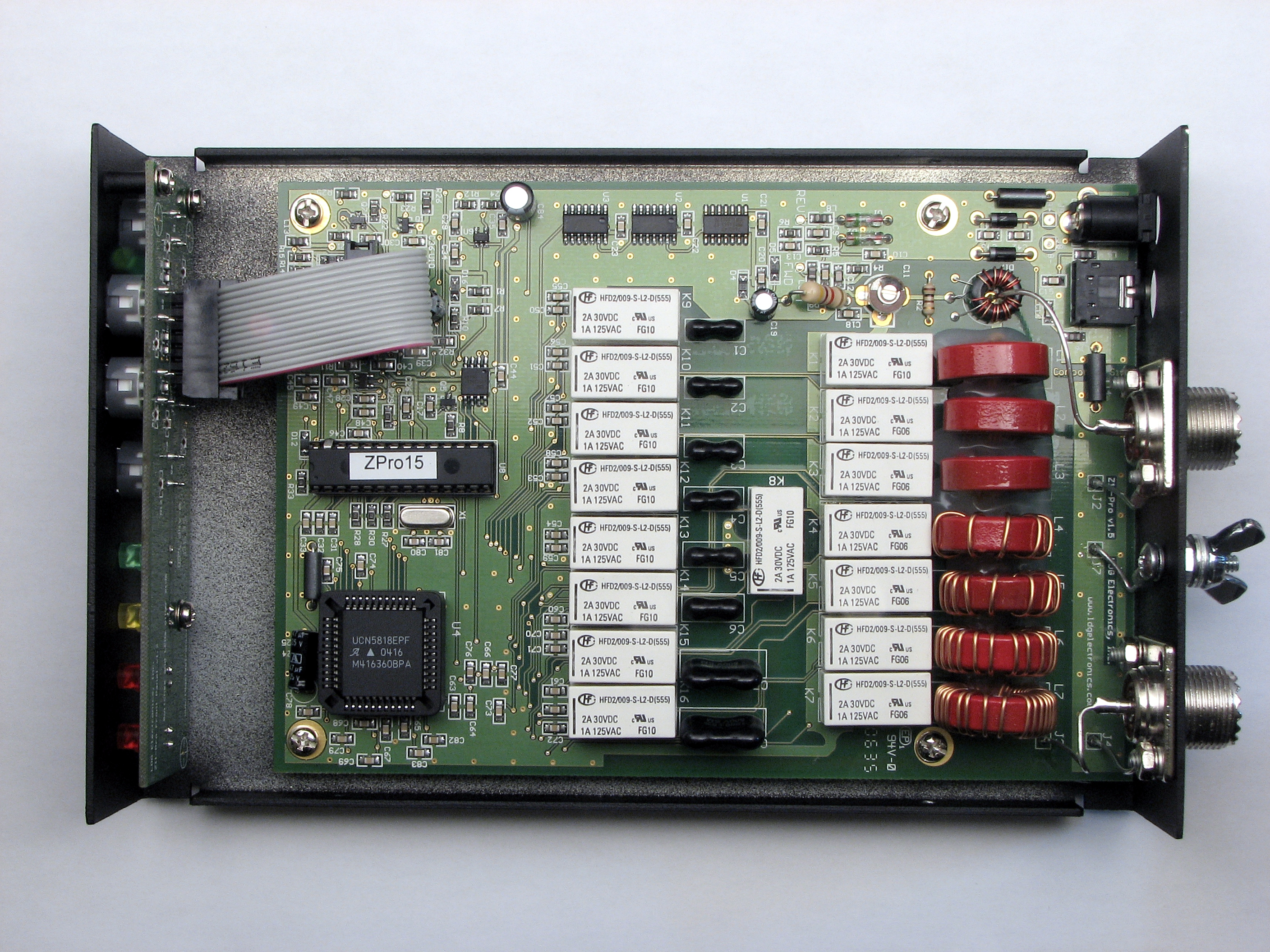
Un moderno accordatore d'antenna per radioamatori.

Normalmente l'impedenza IN/OUT dei ricetrasmettitori commerciali è pari a 50 ohm. L'accordatore quindi sarebbe inutile se la frequenza di risonanza dell'antenna fosse quella esatta di lavoro dell'apparecchiatura rispettando l'impedenza di 50 ohm. Ma questa è una situazione puramente teorica poiché vanno anche considerati la situazione ambientale ed il tipo di installazione. Non esistono quindi modelli unici, ma solo modelli di riferimento che di volta in volta vanno adattati al bisogno.